# Нгуен Тхи Динь
Нгуе́н Тхи Динь (вьет. Nguyễn Thị Định) (15 марта 1920 — 26 августа 1992) — вьетнамская революционерка, деятель национально-освободительного движения Южного Вьетнама.

## Биография
Родилась 15 марта 1920 года в крестьянской семье в общине Лыонгхоа (уезд Зёнгчом провинции Бенче, Южный Вьетнам).

В революционную борьбу включилась в возрасте 18 лет. В 1939 году за участие в национально-освободительном движении против французского колониализма была арестована и до 1943 года находилась в тюрьме.

Активно участвовала в Августовской революции 1945 года, положившей конец Вьетнамской империи.

В годы Войны Сопротивления 1945—1954 годов находилась на руководящей работе в Ассоциации женщин за спасение Родины и в Национальном союзе Вьетнама (Льен-Вьет).

В январе 1960 года возглавила штаб восстания против правительства президента Нго Динь Зьема в родной провинции Бенче, ставшего началом партизанской войны в дельте Меконга.

С 1961 года — председатель Союза женщин за освобождение Южного Вьетнама, заместитель главнокомандующего Вооружёнными силами освобождения Южного Вьетнама.

С 1964 года — член Президиума ЦК Национального фронта освобождения Южного Вьетнама.

После окончания в 1975 году Вьетнамской войны и объединения страны работала в ЦК Коммунистической партии Вьетнама.

Стала первой женщиной, получившей воинское звание генерал-майора Вьетнамской народной армии.

С 1987 года до конца жизни исполняла обязанности Председателя Национального собрания (вице-президента) Социалистической Республики Вьетнам.

Скончалась 26 августа 1992 года.

## Награды
- 1968 — Международная Ленинская премия «За укрепление мира между народами».
- 1973 — Орден Дружбы народов (первое в истории награждение этим советским орденом иностранного гражданина — Указ Президиума Верховного Совета СССР от 7 марта 1973 года)[3].